# Tabanus femoralis
Tabanus femoralis är en tvåvingeart som beskrevs av Krober 1931. Tabanus femoralis ingår i släktet Tabanus och familjen bromsar.
Artens utbredningsområde är Guatemala. Inga underarter finns listade i Catalogue of Life.